# Парнас (станция метро)
«Парна́с» — станция Петербургского метрополитена. Является конечной станцией Московско-Петроградской линии, следующей за станцией «Проспект Просвещения». Расположена на наземном участке линии между порталом тоннелей и депо «Выборгское» на территории посёлка Парголово Выборгского района Санкт-Петербурга, являясь самой северной в России станцией.
Станция открыта 22 декабря 2006 года на действующем участке «Проспект Просвещения» — депо «Выборгское». Должна была быть построена вскоре после ввода в эксплуатацию пускового участка «Удельная» — «Проспект Просвещения», но из-за переносов сроков строительства депо «Выборгское» (чтобы разгрузить депо «Невское»), сроки открытия были отодвинуты. Одной из главных причин строительства станции официально была заявлена необходимость защитить порталы тоннелей от неблагоприятного воздействия со стороны окружающей среды.

## Описание станции
«Парнас» — наземная крытая станция, аналогичная по типу станциям «Купчино», «Девяткино», «Рыбацкое» и «Шушары», также расположенным между порталами тоннелей и депо соответствующих линий, но, в отличие от вышеперечисленных станций, не являющаяся пересадочным узлом на пригородные электропоезда. Протяжённость станции составляет 156 метров, ширина — 60 метров.
Первоначальный проект станции, принятый в 1991 году Комитетом по градостроительству и архитектуре (КГА) (авторский коллектив Ю. В. Еечко и Н. В. Ромашкина-Тиманова), позже был отклонён. В 1995 году был разработан новый проект, с применением в отделке станции композитных материалов. После окончательного принятия решения о строительстве станции в 2005 году проект 1995 года в срочном порядке был переделан (архитекторы Н. В. Ромашкин-Тиманов, В. Г. Хильченко, М. В. Павлова) — вместо подземных переходов под путями были запланированы надземные, предусмотрены лифты для маломобильных лиц, на станции также появились аварийные выходы.
Внутренние стены станции облицованы белым мрамором «коелга» со вставками из полированного гранита. В качестве облицовки полов использован гранит. Центральный переход с платформы «убытие» на платформу «прибытие», усиленный дополнительными фермами, расположен над путями и представляет собой арочный свод с витражами.

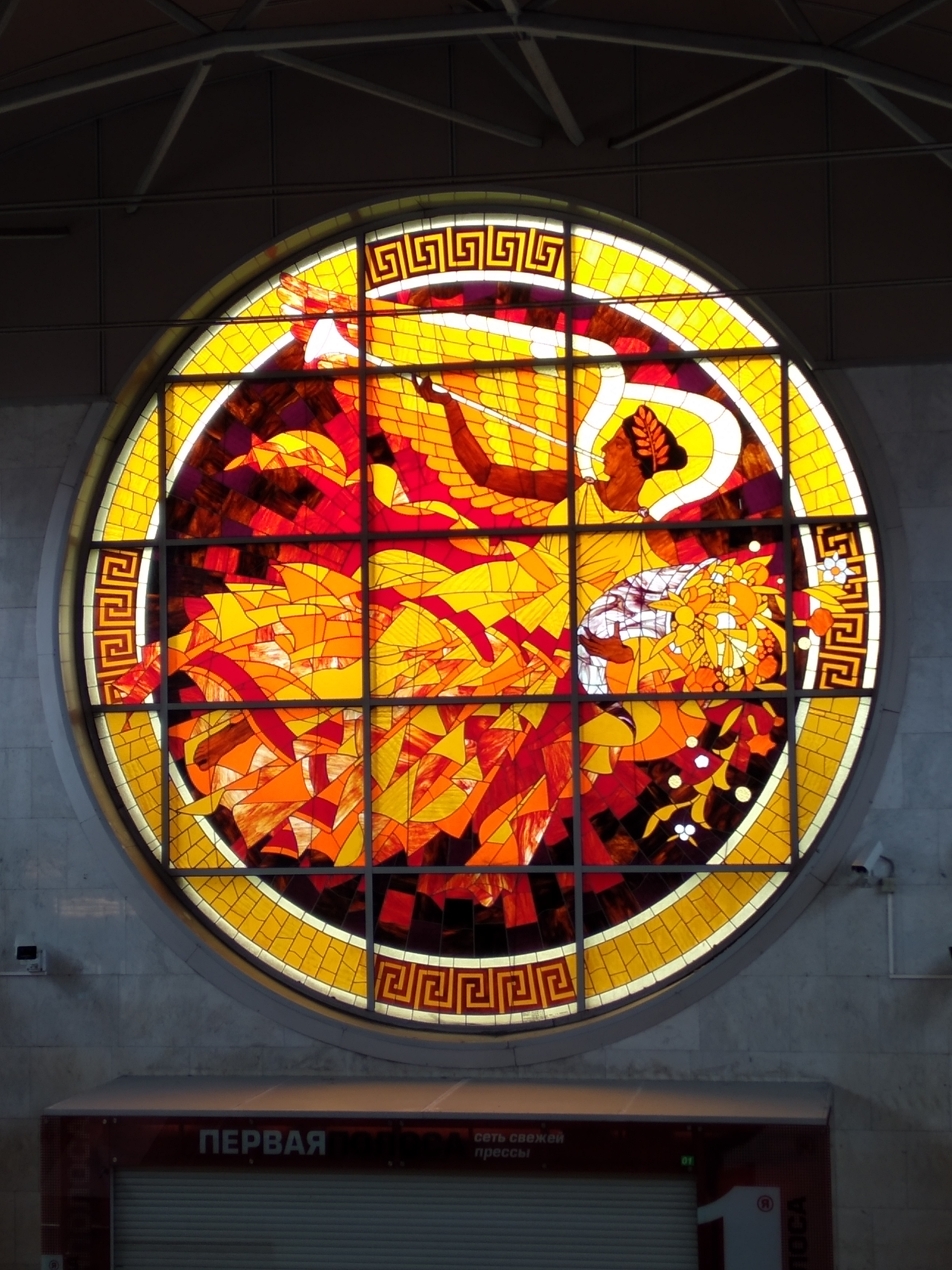
Витраж в торце надземного перехода
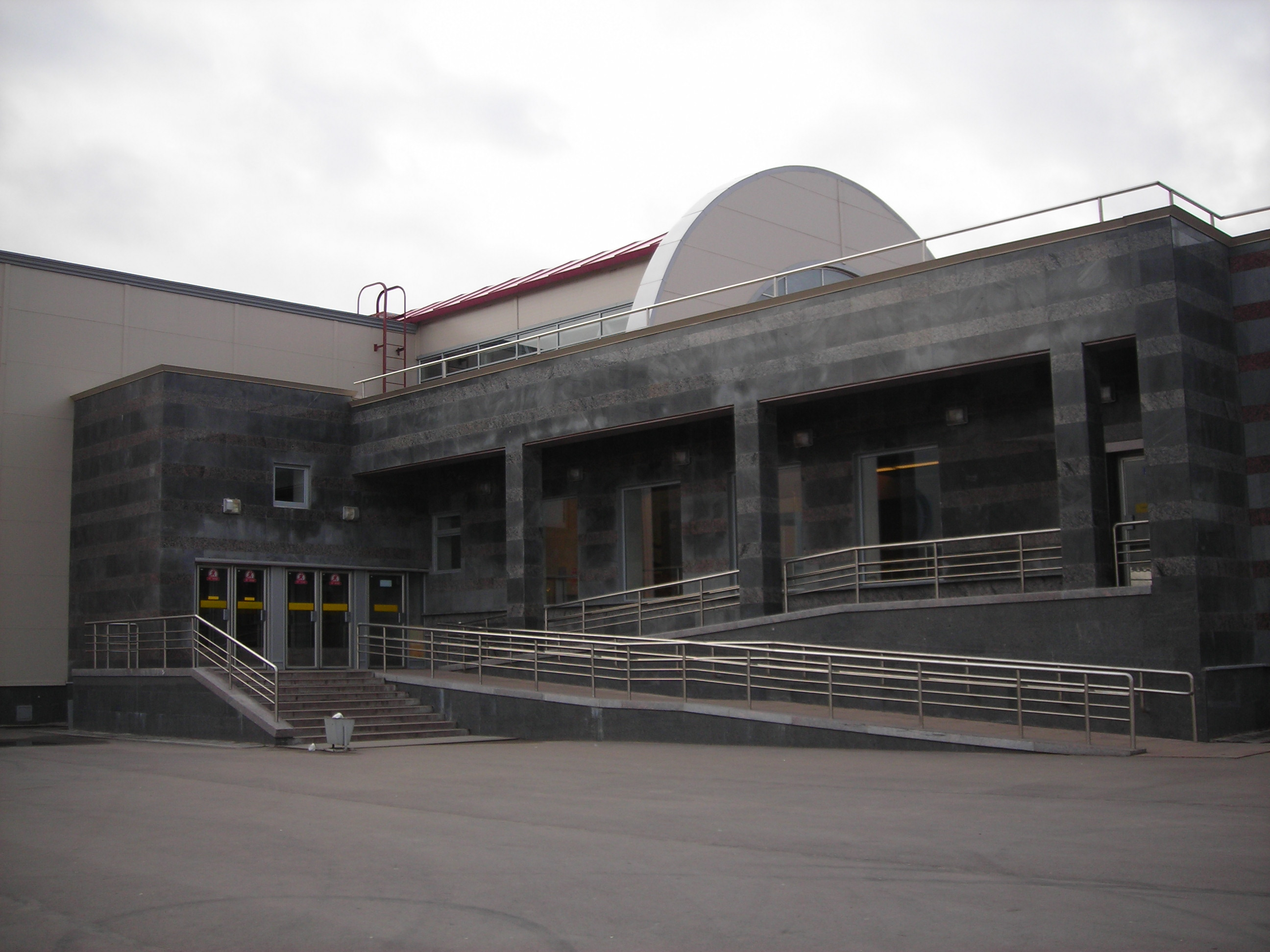
Выход из метро с пандусами

Облицовка на относе выполнена из гранита красного и серого цветов. Внешне стены облицованы по системе «вентилируемого фасада». Основная часть облицовки выполнена с применением так называемых «петропанелей», которые выполняют как архитектурные, так и теплоизолирующие функции — защиту от влаги, осадков и резких перепадов температур.
В качестве кровельного покрытия использованы специальные кровельные «петропанели».
Тематика оформления станции посвящена древнегреческой мифологии. Станцию украшают художественные витражи, расположенные с южной и северной сторон здания метро (художники А. К. Быстров, Е.А Быстров, Г. А. Гукасов, витражист С. А. Хвалов). На главном круглом витраже изображена Ника, на большом тимпане изображена колесница Гелиоса, на двух малых тимпанах, расположенных по бокам станции, — похищение Европы и аргонавты. Витражи созданы в комбинированной мозаичной технике — некоторые элементы были созданы из цветного стекла, а некоторые были расписаны специальной краской.

## Название
Происхождение названия: от промзоны Парнас, начинающейся в 500 метрах к востоку от станции, которая получила своё название от исторического названия горы Парнас в Шуваловском парке, располагающемся в двух километрах западнее. В проекте станция носила название «Парнасская». После открытия этой станции в Санкт-Петербурге стало 60 действующих станций.

## Наземный транспорт

### Автобусные маршруты
Городские
| №         | Пересадки                                             | Конечный пункт 1           | Конечный пункт 2           |
| --------- | ----------------------------------------------------- | -------------------------- | -------------------------- |
| 104 148   | Проспект Просвещения                                  | улица Жени Егоровой Парнас | Парнас улица Жени Егоровой |
| 139       | Гражданский проспект Новая Охта                       | Парнас                     | Улица Черкасова            |
| 143       | Проспект Просвещения                                  | Толубеевский проезд        | улица Жени Егоровой        |
| 198       | Проспект Просвещения                                  | Улица Фёдора Абрамова      | улица Жени Егоровой        |
| 199       | Проспект Просвещения Гражданский проспект             | Толубеевский проезд        | Ручьи                      |
| 214А 214Б | —                                                     | Парнас                     | Парнас                     |
| 271       | Проспект Просвещения Политехническая Площадь Мужества | Толубеевский проезд        | Ладожская Ладожский вокзал |

Пригородные
| №    | Пересадки                                                                | Конечный пункт 1     | Конечный пункт 2              |
| ---- | ------------------------------------------------------------------------ | -------------------- | ----------------------------- |
| 402  | Бронка Дубочки 68 км                                                     | Парнас               | Сосновый Бор, проспект Героев |
| 439  | —                                                                        | Парнас               | ЖК «Новое Сертолово»          |
| 675Г | —                                                                        | Проспект Просвещения | Гарболово                     |
| 679  | Белоостров Солнечное Репино Комарово Зеленогорск Рощино                  | Девяткино            | Каменка                       |
| 809  | Сестрорецк Солнечное Репино Комарово Зеленогорск Приветненское Прибылово | Парнас               | Советский                     |
| 830  | Солнечное Репино Комарово Зеленогорск                                    | Парнас               | Приморск                      |
| 898  | —                                                                        | Парнас               | Мичуринское                   |
| 960  | Сосново Лосево Громово Суходолье Отрадное                                | Парнас               | Приозерск                     |

### Троллейбусные маршруты
| №  | Пересадки                                             | Конечный пункт 1    | Конечный пункт 2     |
| -- | ----------------------------------------------------- | ------------------- | -------------------- |
| 51 | Проспект Просвещения Площадь Мужества Политехническая | Толубеевский проезд | Суздальский проспект |

### Маршрутные такси
| №   | Пересадки          | Конечный пункт 1 | Конечный пункт 2        |
| --- | ------------------ | ---------------- | ----------------------- |
| 674 | Кузьмолово Токсово | Парнас           | Токсово, магазин Шапито |
| 675 | Парголово          | Парнас           | Первомайское            |
| 885 | —                  | Парнас           | Девяткино               |

## Путевое развитие
За станцией расположен перекрёстный съезд и электродепо ТЧ-6 «Выборгское» со своим путевым развитием.
|  |  |  |  |

|  |  |  |  |

|  |  |  |  |

|  |  |  |  |

|  |  |  |  |

|  |  |  |  |

|  |  |  |  |

|  |  |  |  |

|  |  |  |  |

|  |  |  |  |

|  |  |  |  |

|  |  |  |  |

|  |  |  |  |

|  |  |  |  |

|  |  |  |  |

|  |  |  |  |

|  |  |  |  |

|  |  |  |  |

|  |  |  |  |

|  |  |  |  |

|  |  |  |  |

|  |  |  |  |

|  |  |  |  |

|  |  |  |  |

## Строительство
Генеральный подрядчик строительства — ЗАО «Управление-20 Метрострой».

Панорама строительства станции (9 апреля 2006 г.)

Для того, чтобы не останавливать движение пассажирских составов, следующих в депо и возвращающихся на станцию «Проспект Просвещения», строители использовали так называемый способ «матрешки». Над действующими путями метро был сооружён защитный купол и над ним был начат монтаж основных несущих конструкций. Эта технология позволила значительно сократить нормативные сроки строительства.

### Хронология строительства
2005 год
- Апрель. Начало строительства станции.
- Май. Завершено сооружение временного технологического кожуха над действующими путями.
- Июнь. На южной стороне станции сооружены все фундаменты.
- Август. Установлены колонны по осям Е и Ж, сделаны фундаменты служебных помещений, стяжка в подвалах, бетонируется платформа. В СТП сделан подвал и ведется кирпичная кладка первого этажа двухэтажного здания.
- Ноябрь. Смонтированы почти все несущие конструкции.

2006 год
- Апрель. Построены два крыла здания, тяговая подстанция и галерея выходов.
- Март. Окончание капитальных работ, начало отделки станции. Возведение лестниц, ведущих к платформам.
- Сентябрь. Смонтирована кровля, завершены работы по наружной облицовке, кроме парапетов.
- Декабрь. Открыты для движения после профилактического ремонта оба перегонных тоннеля от «Проспекта Просвещения» до «Парнаса». Подписание акта о приемке станции. 22 декабря станция открыта для пассажиров.

## Технические подробности
- Во время открытия станция находилась фактически в «чистом поле», недалеко от неё было лишь несколько предприятий и торговый центр. Но в 2010 году была сдана первая очередь жилого комплекса «Северная долина», находящаяся севернее «Парнаса». В 2024 году со вводом в строй 21-го квартала «Северной долины» темпы нового жилого строительства резко снижаются.
- Таблица времени прохождения первого поезда через станцию[8]:

|                                          | По чётным числам | По нечётным числам |
| В тупик                                  | 5:55             | 5:55               |
| В сторону станции «Проспект Просвещения» | 6:04             | 5:51               |

## Фотографии

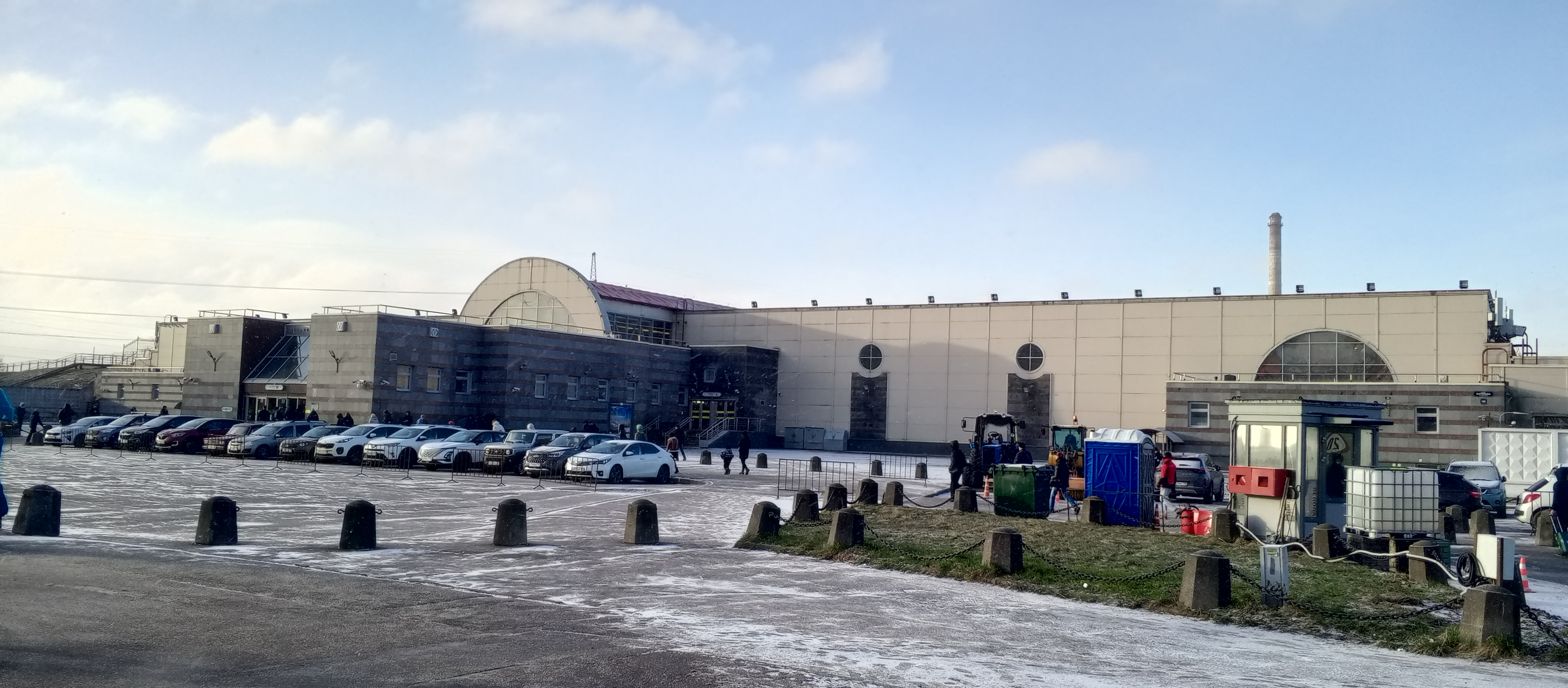
Павильон станции
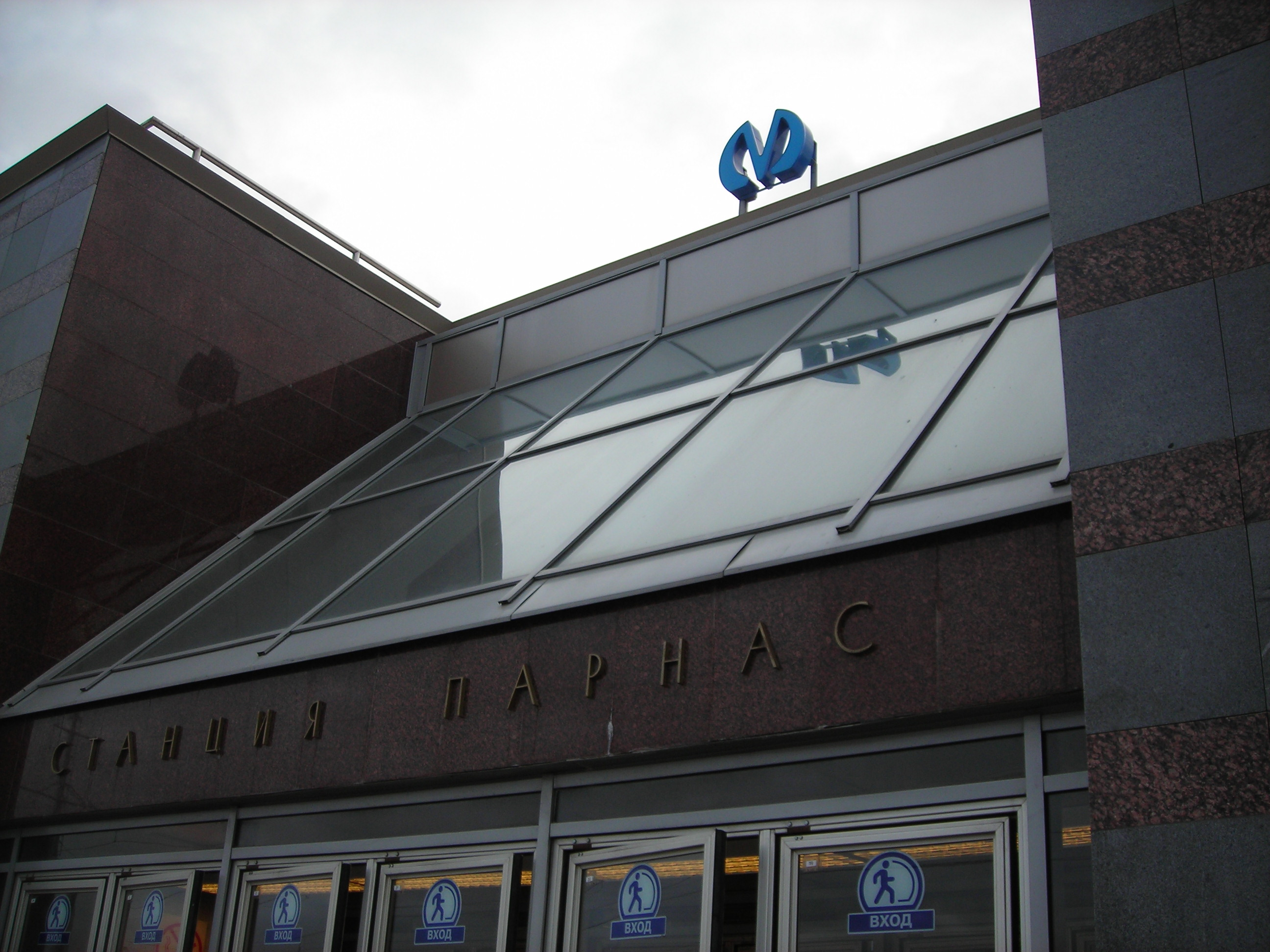
Стеклянная крыша над входом
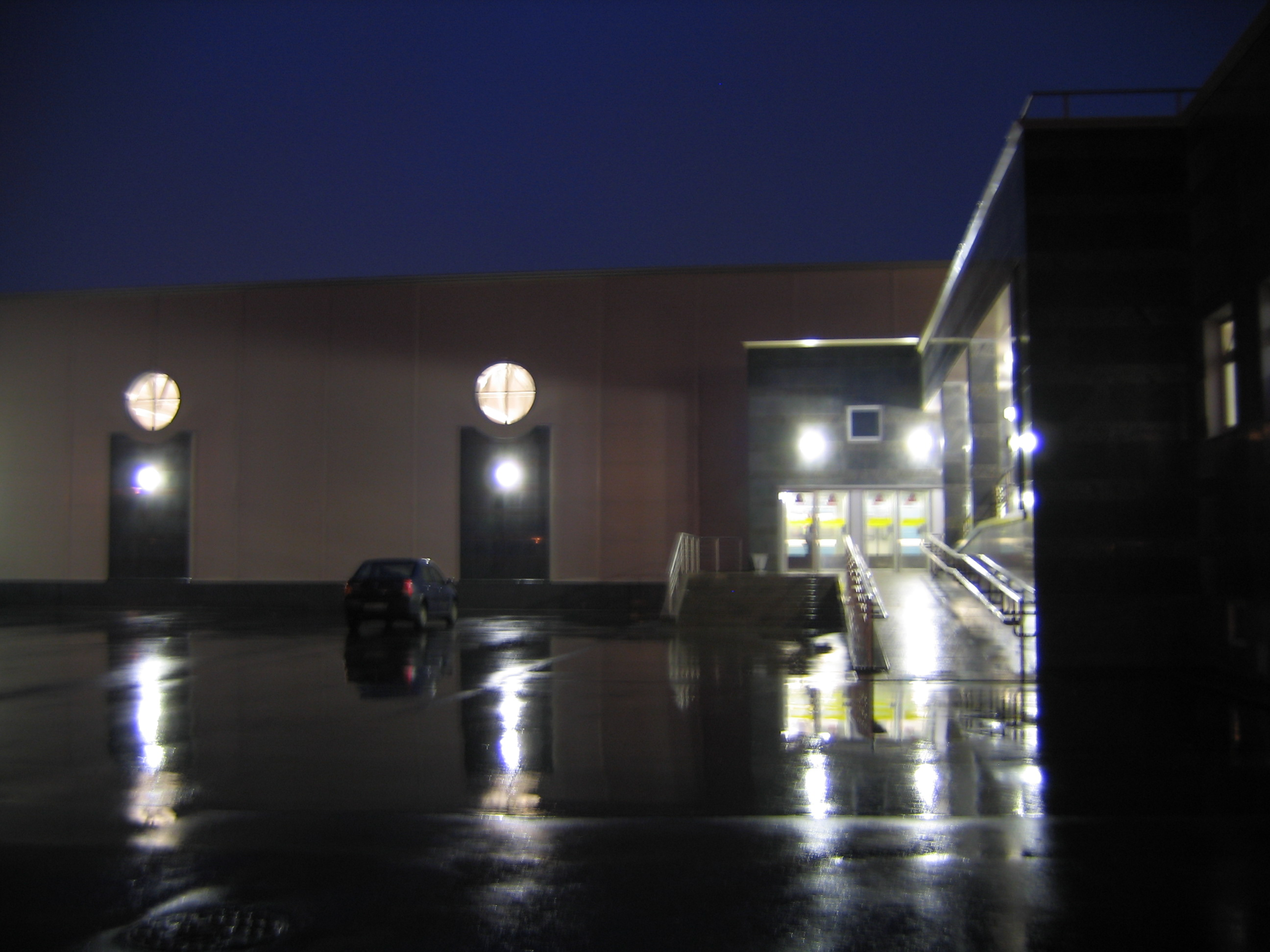
Павильон станции в тёмное время суток